# Assurance paramétrique
 (avril 2024).
L'assurance paramétrique, aussi appelée assurance indicielle, est un produit d'assurance non traditionnel dont le remboursement à l'assuré s'effectue automatiquement lorsqu'un certain événement se produit.
L'événement déclencheur dépend du paramètre déterminé à la signature du contrat. Le plus souvent, ce genre de contrat d'assurance concerne des exploitations agricoles et le paramètre concerne la pluviosité ou la vitesse du vent.

## Comparaison avec les contrats d'assurance traditionnels
Dans le système d'assurance traditionnel, l'événement déclencheur est lié à un sinistre qui a créé une perte, comme un incendie ou un accident. L'assureur rembourse alors le montant des dégâts tel qu'évalué par un expert. Dans une assurance paramétrique, l'assureur vérifie que l'événement prévu au départ s'est produit, et paie alors le montant forfaitaire prévu dans le contrat.
L'intérêt principal du contrat paramétrique est que l'estimation des dégâts n'est pas nécessaire, ce qui permet un remboursement rapide de l'assuré. L'inconvénient est que souvent le montant des dégâts n'est remboursé que partiellement. Le remboursement est d'autant plus rapide qu'un climat de confiance est institué entre assureur et assuré, et qu'une procédure automatisée autour d'un Contrat intelligent est mise en place au niveau de l'assureur avec des API et la Blockchain.

## L'assurance paramétrique en pratique
La plupart des assurances paramétriques actuelles concernent des accidents climatiques chez les agriculteurs. En 2023, les principaux assureurs français du domaine sont Axa Climate, présent dans l'assurance paramétrique depuis 2014, et la startup Descartes Underwriting, qui opèrent aux Etats-Unis et dans des pays africains,,.
En Afrique, l'assurance paramétrique est parfois portée par des compagnies locales,. La compagnie d'assurances panafricaine ARC Ltd propose de nombreux produits d'assurance de ce type. Même l'Etat du Maroc prend une assurance paramétrique contre les séismes, ce qui lui permet d'encaisser une indemnité importante quoique faible par rapport aux dégâts.
L'assureur doit récupérer un grand nombre de données historiques, telles que relevés de températures, pluies ou vents, et doit les analyser avec des modèles tirés de l'intelligence artificielle et des statistiques.